# Бенские пороги
Бенские пороги — порожистый участок в русле верхней Волги в Тверской области.
Находятся между деревнями Копылы и Повадино Селижаровского района, между впадением в Волгу рек Малая Коша и Итомля. Общая протяжённость участка около 1,1 километра, падение воды 3,09 метров. Бенские пороги образовались в месте выхода пластов известняка, которые виде уступов перегораживают речное русло. На этом участке течения Волга образует многочисленные буруны и водовороты. Шум воды слышен на расстоянии до 2 км.